# Свег
Свег (швед. Sveg) — містечко (tätort, міське поселення) у центральній Швеції в лені  Ємтланд. Адміністративний центр комуни  Гер'єдален.

## Географія
Містечко знаходиться у південній частині лена  Ємтланд за 360 км на північ від Стокгольма.

## Історія
Свег у 1937 році отримав статус чепінга. З 1971 року увійщов до складу комуни Свег, а після її укрупнення з 1973 року входить до комуни  Гер'єдален.

## Герб міста
Чепінг Свег використовував власного герба 1968 року. 
Сюжет герба: у срібному полі синя хвиляста кроква, над нею обабіч по чорному пагону ялини. Символи підкреслювали місцеві природні особливості містечка.
Після адміністративно-територіальної реформи, проведеної в Швеції на початку 1970-х років, муніципальні герби стали використовуватися лишень комунами. Цей герб був 1971 року перебраний для нової комуни Свег. А після укрупнення комуни через два роки цей герб вийшов із ужитку.

## Населення
Населення становить 2 535 мешканців (2018).

## Спорт
У поселенні базується спортивний клуб Свег ІК, який має секції хокею з м'ячем (бенді), футболу, хокею з шайбою, лижного спорту.

## Галерея

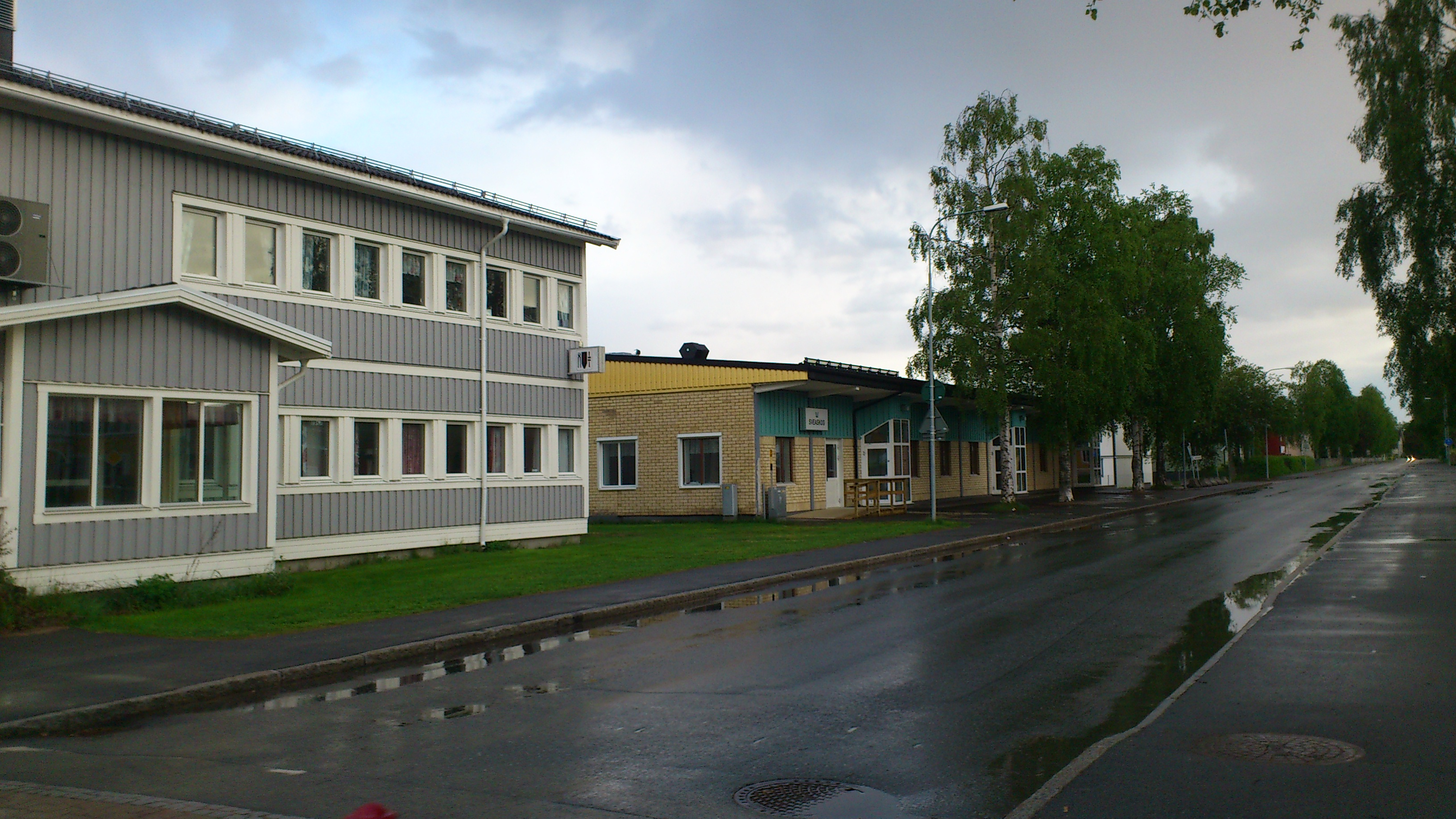
У центрі містечка
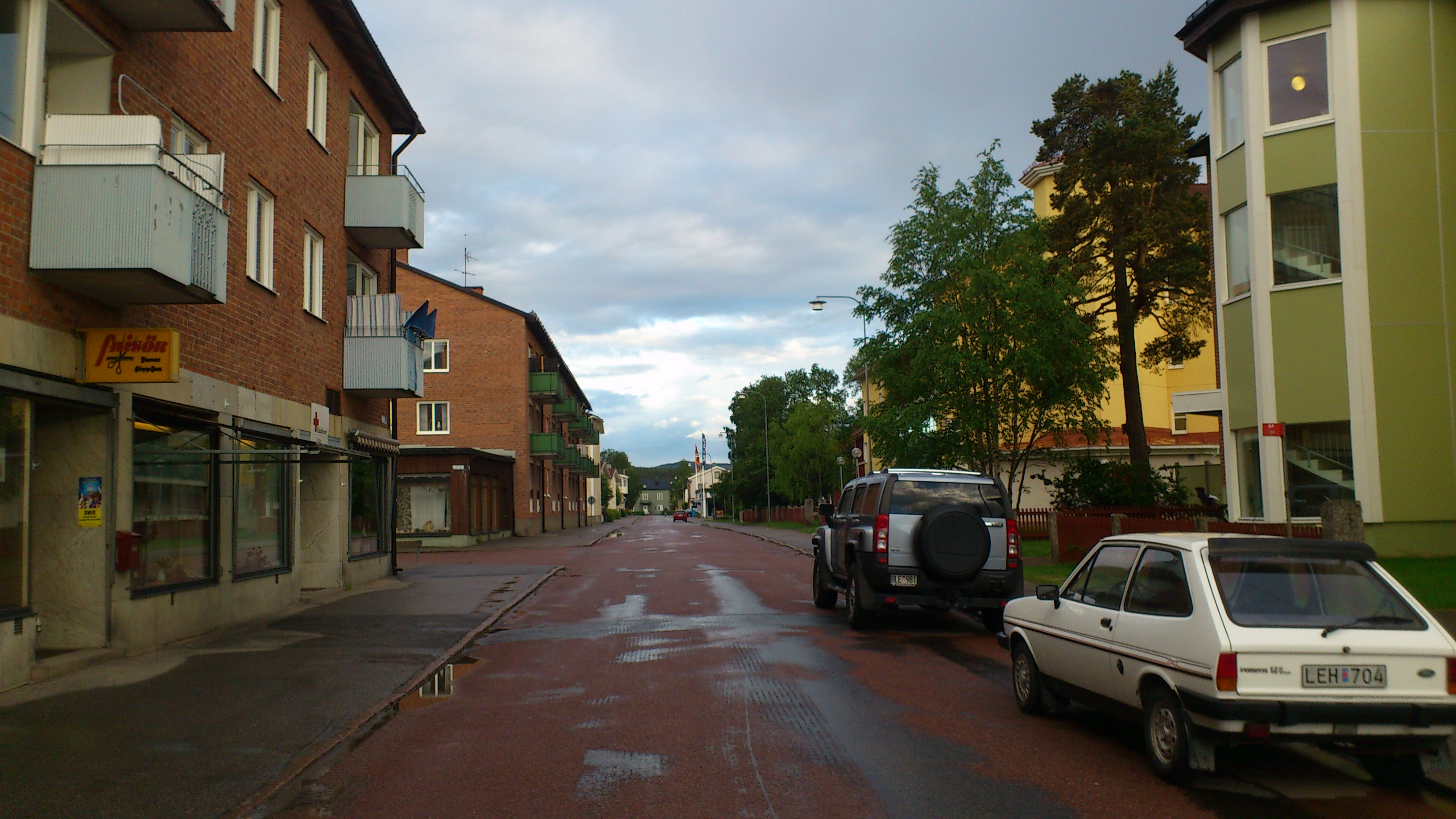
Вулиця Далагатан
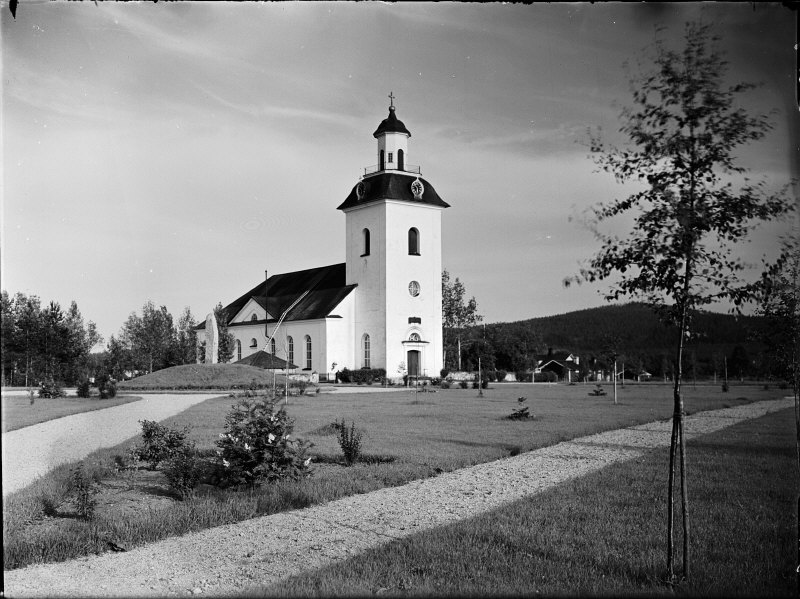
Церква
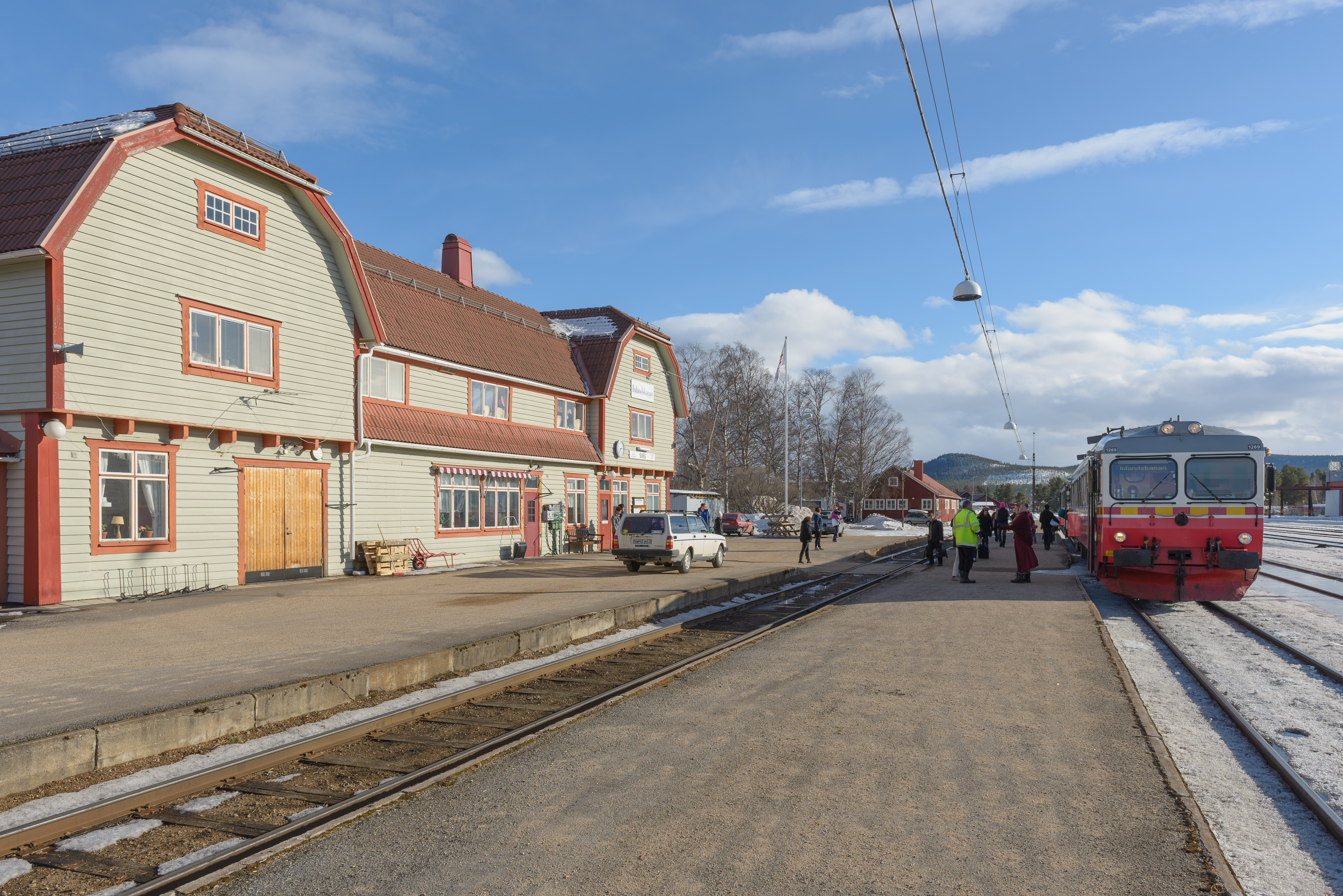
Залізнична станція

## Покликання
- Сайт комуни